# Kegham Parseghian
Kegham Parseghian (en armenio: Գեղամ Բարսեղեան; Estambul, 1883 – Ayaş, 1915) fue un escritor, profesor, editor y periodista armenio.

## Biografía
Kegham Parseghian nació en 1883, en el distrito de Gedik Paşa, Estambul. Asistió a la escuela local Mesrobian, y continuó sus estudios en el Getronagan Varjaran (Liceo Central) hasta 1896. Después de pasar un año en París,  publicó sus primeras piezas literarias en los periódicos armenios de la época. Posteriormente se convirtió en columnista jefe y editor de los periódicos Surhantag (Սուրհանդակ) y Azatamart (Ազատամարտ, 1909-1915). Fue uno de los editores de la revista literaria Aztag (Ազդակ, 1908-1909). También fue uno de los miembros fundadores de la breve publicación mensual Mehian (Մեհեան, 1914) y trabajó junto con escritores famosos como Gostan Zarian, Daniel Varujan, Hagop Oshagan, Hrand Nazariantz y Aharon Dadurian.
Una colección completa de sus obras fue publicado en 1931, por la Sociedad de Amigos y Escritores Mártires en París.
El 24 de abril de 1915, durante el Genocidio armenio, Parseghian fue arrestado y enviado Ayaş, cerca de Ankara, donde murió asesinado.